# 享楽共鳴
享楽共鳴（きょうらくきょうめい）は、東京女子プロレス所属のプロレスラー、中島翔子とハイパーミサヲによるタッグチーム。

## 来歴
2018年8月4日、新宿FACEのDDT主催イベント「闘うビアガーデン」の東京女子プロレスDAYで開催された「Yeah!めっちゃタッグトーナメント」に「怪獣戦隊カイジュウジャーVS英雄戦隊パミレンジャー」というチーム名で出場。決勝まで勝ち上がったが、マジカル・シュガー・ラビッツ（坂崎ユカ&瑞希）に敗れて準優勝に終わる。この大会は、組み合わせもチーム編成もすべて抽選で決められたもので、中島&ミサヲ組も他チームと同様、大会限定の即席チームであった。
正式にタッグチームとして活動をはじめたのは2020年7月。7月4日の両国KFCホール大会で、プリンセスタッグ王座戦終了後にミサヲと中島がリングに上がり、防衛に成功した白昼夢に対して7月23日の後楽園ホール大会での王座戦を要求し受諾させた。7月18日の名古屋市東スポーツセンター第2競技場大会で、試合開始前のマイクアピールの中でタッグチーム名を「享楽共鳴」としたことを発表した。チーム名の由来は、週刊プロレスに掲載された中島とミサヲのインタビューの見出しで用いられていたフレーズで、両者が気に入ったことから採用された。
前述の2020年7月23日の大会では、ミサヲが辰巳に3カウントをとられて王座奪取に失敗。以降、2021年2月11日の後楽園ホール大会、2022年6月19日の後楽園ホール大会で挑戦したがいずれも失敗。2023年9月から10月にかけて行われた王座決定戦でも勝ち抜くことができなかった。2021年から始まった「"ふたりはプリンセス"Max Heartトーナメント」では、2023年の第3回大会で決勝まで勝ち進んだが、121000000に敗れて準優勝に終わっていた。
2024年はタッグトーナメントには出場したが（2回戦で敗退）、ミサヲが4月のアメリカ遠征中の試合で右足を負傷して欠場。11月22日にミサヲが復帰するまでタッグチームとしての活動は休止を余儀なくされた。この間、中島はシングルマッチで対戦したさくらえみからタッグタイトル挑戦の誘いを受けたが、「タッグベルトはミサヲとしか狙わない」と返答して断っている。
2025年、第5回"ふたりはプリンセス"Max Heartトーナメントに出場、2月8日の決勝戦でぽむペイラー（原宿ぽむ&マックス・ジ・インペイラー）を破って優勝し、121000000が保持していた王座への挑戦権を獲得。3月16日の『GRAND PRINCESS '25』で行われた王座戦では、ミサヲが山下から3カウントを奪って勝利。2023年のタッグトーナメント決勝戦の雪辱を果たし、通算4度目の挑戦で初めてプリンセスタッグ王座を獲得した。

## 獲得タイトル
- プリンセスタッグ王座（第18代）
- "ふたりはプリンセス"Max Heartトーナメント 優勝（2025年）